# Herrarnas dubbelsculler i rodd vid olympiska sommarspelen 1980
Herrarnas dubbelsculler i rodd vid olympiska sommarspelen 1980 avgjordes mellan den 20 och 27 juli 1980. Grenen hade totalt 19 deltagare från nio länder.

## Medaljörer
| Gren          | Guld                                       | Silver                                  | Brons                                  |
| Dubbelsculler | Joachim Dreifke och Klaus Kröppelien (GDR) | Zoran Pančić och Milorad Stanulov (YUG) | Zdeněk Pecka och Václav Vochoska (TCH) |

## Heat

### Heat 1
| Placering | Roddare                              | Land          | Tid     |
| --------- | ------------------------------------ | ------------- | ------- |
| 1         | Joachim Dreifke Klaus Kröppelien     | Östtyskland   | 6:54,69 |
| 2         | Zoran Pančić Milorad Stanulov        | Jugoslavien   | 7:04,57 |
| 3         | Aleksandr Fomtjenko Jevgenij Dulejev | Sovjetunionen | 7:07,12 |
| 4         | Marc Boudoux Denis Gaté              | Frankrike     | 7:14,43 |
| 5         | Dimitar Petrov Stojko Chadilev       | Bulgarien     | 7:21,83 |

### Heat 2
| Placering | Roddare                              | Land            | Tid     |
| --------- | ------------------------------------ | --------------- | ------- |
| 1         | Jim Clark Chris Baillieu             | Storbritannien  | 6:59,67 |
| 2         | Wiesław Kujda Piotr Tobolski         | Polen           | 7:01,79 |
| 3         | José Ramón Oyarzábal José Luis Corta | Spanien         | 7:11,05 |
| 4         | Zdeněk Pecka Václav Vochoska         | Tjeckoslovakien | 7:16,02 |

### Återkval

#### Heat 1
| Placering | Roddare                              | Land            | Tid     |
| --------- | ------------------------------------ | --------------- | ------- |
| 1         | Zoran Pančić Milorad Stanulov        | Jugoslavien     | 6:36,46 |
| 2         | Zdeněk Pecka Václav Vochoska         | Tjeckoslovakien | 6:36,70 |
| 3         | José Ramón Oyarzábal José Luis Corta | Spanien         | 6:43,15 |
| 4         | Dimitar Petrov Stojko Chadilev       | Bulgarien       | 7:01,25 |

#### Heat 2
| Placering | Roddare                              | Land          | Tid     |
| --------- | ------------------------------------ | ------------- | ------- |
| 1         | Aleksandr Fomtjenko Jevgenij Dulejev | Sovjetunionen | 6:37,77 |
| 2         | Wiesław Kujda Piotr Tobolski         | Polen         | 6:47,38 |
| 3         | Marc Boudoux Denis Gaté              | Frankrike     | 7:00,61 |

### Finaler

#### A-final
| Placering | Roddare                              | Land            | Tid     |
| --------- | ------------------------------------ | --------------- | ------- |
| 1         | Joachim Dreifke Klaus Kröppelien     | Östtyskland     | 6:24,33 |
| 2         | Zoran Pančić Milorad Stanulov        | Jugoslavien     | 6:26,34 |
| 3         | Zdeněk Pecka Václav Vochoska         | Tjeckoslovakien | 6:29,07 |
| 4         | Jim Clark Chris Baillieu             | Storbritannien  | 6:31,13 |
| 5         | Aleksandr Fomtjenko Jevgenij Dulejev | Sovjetunionen   | 6:35,34 |
| 6         | Wiesław Kujda Piotr Tobolski         | Polen           | 6:39,66 |

#### B-final
| Placering | Roddare                              | Land      | Tid     |
| --------- | ------------------------------------ | --------- | ------- |
| 7         | José Ramón Oyarzábal José Luis Corta | Spanien   | 6:38,38 |
| 8         | Marc Boudoux Didier Gallet           | Frankrike | 6:40,60 |
| 9         | Dimitar Petrov Stojko Chadilev       | Bulgarien | 6:43,81 |